# Невьянский Рыбзавод
Невья́нский Рыбзаво́д — посёлок в Невьянском районе Свердловской области России. Входит в Невьянский муниципальный округ. Расположен на берегу озера Таватуй.

## Географическое положение
Посёлок Невьянский Рыбзавод находится на западном берегу живописного уральского озера Таватуй, возле залива Крутишка. Посёлок расположен в 2 километрах юго-восточнее посёлка Калиново, приблизительно в 40 километрах к северо-западу от Екатеринбурга и в 41 километре к югу от районного центра — города Невьянска. Через Невьянский Рыбзавод проходит автомобильная дорога г. Новоуральск — п. Мурзинка — с. Таватуй.

## Население
| 2002 | 2010 |
| ---- | ---- |
| 4    | ↘1   |